# Kaplica Trójcy Świętej w Piechocicach
Kaplica pod wezwaniem Trójcy Świętej w Piechocicach – kaplica w Piechocicach jest świątynią filialną należącą do parafii pod wezwaniem Matki Bożej Szkaplerznej w Grabinie w Dekanacie Biała. Kaplica w Piechocicach wraz z miejscowością do 1951 roku należała do parafii pod wezwaniem Trójcy Świętej w Korfantowie.